# ジョンズ・ホプキンス大学高等国際関係大学院
ジョンズ・ホプキンス大学高等国際関係大学院（英名：Paul H. Nitze School of Advanced International Studies、略称：SAIS）は、アメリカ合衆国の私立大学、ジョンズ・ホプキンズ大学の一部であり、ワシントンD.C.に本拠を構える国際関係学/国際経済学/国際政治学に特化した大学院である。略称のSAISが広く知られている。
SAISは、国際関係学・国際政治学の分野でジョージタウン大学(SFS)、ハーバード大学（HKS）と共に世界最高峰の評価を受けており、政財界へ指導的な人材を輩出しつづけている。
2023年1月、岸田総理大臣が「歴史の転換点における日本の決断（Japan’s decisions at history’s turning point）」と題して講演を行った。
2024年７月、Foreign Policyによって世界第２位に順位付けされた。

## 概要
SAISは米国メリーランド州に本部キャンパスを置くジョンズ・ホプキンズ大学の一部であるが、独立した大学院として実務家向けの国際関係学/国際経済学に特化したプログラムを有する。ワシントンD.C.を本拠とし、イタリアのボローニャ、中国の南京にそれぞれキャンパスを有する。

### プログラム
主要なプログラムとして、2−3年の実務経験を経た学生向けの2年間の国際関係学/国際経済学の修士課程（MA）の他、より実務経験の長い学生を対象とした1年間の国際行政学修士課程（MIPP）、戦略・サイバーセキュリティ・インテリジェンス修士号（MASCI）及び博士課程（Ph.D）などがある。また、2014年度より国際経済金融学修士課程（MIEF）が開始された。2013年2月、MAプログラムは合計826名、MIPPプログラムに89名、Ph.Dプログラムには47名が在籍している。主なプログラムに関しては以下の通りであるが、多様なニーズを満たすように様々なプログラムが提供されている。なお、南京校のみで提供されるプログラムは後段の南京校の項目で説明される。

#### Master of Arts in International Relations (MAIR)
国際関係学にかかる修士号であり、さらに専攻(Concentration)として国際経済学及び後述する領域/地域分野が付与される。16科目の履修が必要であり、4学期間（2年間）での修了が標準となる。このMAプログラムで学ぶ学生はワシントンD.C.校で2年間、もしくはワシントンD.C.校とボローニャ校で1年ずつを過ごす。
Master of Arts in International Affairs (MAIA)
２年間、SAISヨーロッパ（ボローニャ校）で学ぶプログラムである。国際情勢に関する知識を深め、複雑な国際課題に取り組むスキルを身につける。ヨーロッパ、北アフリカ、中東を近隣地域として、教室の内外で経験を積むことができる。
Master of Arts in Strategy, Cybersecurity and Intelligence (MASCI)
戦略・サイバーセキュリティ・インテリジェンス修士号（MASCI）は1年間のプログラムで、幅広いデータや生のインテリジェンスの対処、解析、処理することを可能にすることで、戦略・作戦・戦術レベルで健全な意思決定ができるよう、将来のリーダーやオペレーターを養成するものである。テロリズム、過激主義、サイバーセキュリティ、偽情報、政治戦争、秘密作戦、制裁、特殊作戦、経済スパイなど、主要な戦略や諜報に関する専門知識を習得する。米国防総省、米国諜報機関、関連する民間企業や非営利団体で効果的に働くためのスキルを身につけるプログラムである。

#### Master of International Public Policy (MIPP)
一定の職務経験を積んだプロフェッショナルを対象としたミッド・キャリア向けプログラム。8科目を履修し、フルタイムで2学期間（1年間）かけて修了することができる。なお、開講される科目に関してはMAプログラムと共通である。必修科目は指定されないが、専攻(Affiliation)を選択する場合にはそれぞれの専攻ごとの要件を満たす必要がある。

#### Master of International Economics and Finance (MIEF)
2014年度より開始されたプログラムで、より経済金融分野に特化する。16科目の履修が必要であることはMAプログラムと同様であるが、秋学期、春学期に加えて夏学期及び冬学期の集中講義を行うことで、履修期間は11か月に短縮される。そのうち14科目はMIEFプログラムのみの科目として開講され、2科目をMA/MIPPプログラムとの共通科目から選ぶことになる。

### 評価
一般的に国際関係学の分野では世界で最も優れた大学院とされ、2024年には米フォーリン・ポリシー誌が国際関係論の教授・政策立案者・シンクタンク勤務の専門家を対象に調査した結果、そのいずれにおいてもSAISの修士課程を世界２位のプログラムに選んだ。同誌の行うランキングにおいては、SAISはジョージタウン大学（エドムンド・A・ウォルシュ外交大学院/SFS）と常に首位を争っている。
フォーリン・ポリシー誌によるランキング（2024年）
国際関係論教授による評価
1. ジョージタウン大学（エドムンド・A・ウォルシュ外交大学院/SFS）
2. ジョンズ・ホプキンス大学（ポール・H・ニッツェ高等国際関係大学院/SAIS）
3. ハーバード大学（ケネディ行政大学院）
4. コロンビア大学（国際公共政策大学院/SIPA）
5. プリンストン大学（ウッドロウ・ウィルソン公共政策・国際関係大学院/WWS）
6. ジョージ・ワシントン大学（エリオット国際関係大学院/ESIA）
7. タフツ大学（フレッチャー法律外交大学院）
8. アメリカン大学（国際関係大学院/SIS）
9. ロンドン・スクール・オブ・エコノミクス（LSE）
10. シカゴ大学

政策立案者による評価
1. ジョージタウン大学（エドムンド・A・ウォルシュ外交大学院/SFS）
2. ジョンズ・ホプキンス大学（ポール・H・ニッツェ高等国際関係大学院/SAIS）
3. ハーバード大学（ケネディ行政大学院）
4. タフツ大学（フレッチャー法律外交大学院）
5. プリンストン大学（ウッドロウ・ウィルソン公共政策・国際関係大学院/WWS）
6. コロンビア大学（国際公共政策大学院/SIPA）
7. ロンドン・スクール・オブ・エコノミクス（LSE）
8. ジョージ・ワシントン大学（エリオット国際関係大学院/ESIA）
9. スタンフォード大学
10. アメリカン大学（国際関係大学院/SIS）

シンクタンクの専門家による評価
1. ジョージタウン大学（エドムンド・A・ウォルシュ外交大学院/SFS）
2. ジョンズ・ホプキンス大学（ポール・H・ニッツェ高等国際関係大学院/SAIS）
3. ハーバード大学（ケネディ行政大学院）
4. コロンビア大学（国際公共政策大学院/SIPA）
5. タフツ大学（フレッチャー法律外交大学院）
6. プリンストン大学（ウッドロウ・ウィルソン公共政策・国際関係大学院/WWS）
7. ジョージ・ワシントン大学（エリオット国際関係大学院/ESIA）
8. ロンドン・スクール・オブ・エコノミクス（LSE）
9. オックスフォード大学
10. スタンフォード大学

## 特色

### 経済学
SAISのMAプログラムにおいて、学生は必ず専攻分野として国際経済学を学ぶ。そのため、修了要件として課す経済科目は他校よりも多い。これは国際関係分野における経済学の理論・実践を重視する校風を示すもので、SAISの特色ともなっている。ただし、試験を受けることで免除可能である。

### 語学
SAISのもう1つの特色は語学学習であり、１１か国語の言語について初級から上級までの科目が開講される。MAプログラムでは母国語ではない言語を1つ履修することが求められ、その言語で一定のレベルに達することが修了要件となる。

### 立地
全ての学生が1年または2年間を過ごすワシントンD.C.は、米国連邦政府機関や各国の大使館のほか、世界銀行や国際通貨基金をはじめとした数々の国際機関が本拠を置き、またSAISの本部であるニッツェ棟はブルッキングス研究所、カーネギー国際平和基金、国際開発センター及びパターソン研究所に隣接する。このため、米国や諸外国の要人、国際機関、シンクタンクの関係者が客員教官として授業を行い、セミナーを開催することが少なくない。同時にそれらの機関へ就職する卒業生も多く、特に世界銀行を中心とした国際機関での人脈はSAISマフィアと呼ばれる。
2023年8月、ジョンズ・ホプキンス高等国際問題研究大学院（SAIS）は、ワシントンD.C.の新しい拠点であるホプキンス・ブルームバーグ・センターに移動を完了した。最新の施設は、ペンシルバニア・アベニューNW555に位置し、米国連邦議会議事堂、ホワイトハウス、財務省、司法省、エネルギー省、ナショナル・モールから数分の距離にあり、42万平方フィートの広さを有する。

### 複学位プログラム
SAISは他の大学院との複学位プログラムを有しており、以下の提携校の各修士プログラムとSAISのMAプログラムを組み合わせることで、個別に修了する場合に比べ半年から1年、課程を短縮することを許可している。なお、公式に提携関係のない大学院に関しても、同様の短縮要件が適用されることがある。また、過去に経済学など関連分野で別の修士を取得している場合も、同様に履修期間の短縮が認められることがある。
- ダートマス大学タック経営大学院
- ペンシルベニア大学ウォートン経営大学院
- INSEAD
- ジョンズ・ホプキンズ大学ブルームバーグ公衆衛生大学院
- スタンフォード大学法科大学院
- ヴァージニア大学法科大学院
- シラキュース大学行政大学院

## 歴史
SAISは、第二次世界大戦下の1943年にポール・ニッツェ及びクリスティアン・アーチボルド・ハーターによって設立され、その目的は国際政治におけるリーダーの育成にあった。1944年に15名の学生を初めて受け入れて以来規模を拡大し、1950年にはジョンズ・ホプキンズ大学の一部となった。1954年にラングーン校（1962年に政治情勢の変化を受けて閉校）を、1955年にボローニャ校、1986年には南京校を開設する一方、留学生の数も増加を辿り、国際的なプレゼンスを確立した。
2006年からの付属の米韓研究所は、ワシントンにおける韓国の足場となっている。2023年8月、ワシントンD.C.校は、新キャンパスへの移設を完了した。

## 専攻
SAISの学生は、国際経済学に加えて以下の分野から1つ若しくは2つの専攻を選択する。

### 領域専攻
- 紛争管理論（Conflict Management）
- エネルギー・資源・環境論（Energy, Resources and Environment）
- 国際関係理論/国際関係史（Global Theory and History）
- 国際開発論（International Development）
- 国際法・機構論（International Law and Organizations）
- 国際関係総論（International Relations）
- 戦略論（Strategic Studies）

### 地域専攻
- アジア（Asian Studies）
- 日本（Japan Studies）
- 中国（China Studies）
- 韓国朝鮮（Korea Studies）
- 東南アジア（Southeast Asia Studies）
- 南アジア（South Asia Studies）
- 米国（American Foreign Policy）
- カナダ（Canadian Studies）
- 中南米（Latin American Studies）
- 欧州（European Studies）
- ロシア・東欧（Russian and Eurasian Studies）
- 中東（Middle East Studies）
- アフリカ（African Studies）

## 学生
2012年度にはワシントンD.C.校で640名、ボローニャ校で200名、南京校で180名が学ぶ。留学生はそのうち3分の1ほどであり、70以上の国から集まっている。また米国籍の学生に関しても留学若しくは国外での実務経験を有するものがほとんどであり、全学生の70%が何らかの形で国際経験を積んで入学する。
2024年に入学した国際関係学修士（MAIR）の内訳は、総数350人、平均年齢24歳、平均職務経験2年、男女比（男45％：女55％）、参加国数38カ国、留学生の割合39％、米国人マイノリティ34％となっている。

### SAIS Japan Club
SAIS Japan Clubでは、SAISの学生で、日本に興味のある者同士の交流、情報交換が行われている。各種イベントの他、日本語話者である学生による日本語学習者の補助を目的としたLanguage Tableなどが企画されている。

## キャンパス

### ワシントンD.C.校
1943年に開設されて以来、SAISの中心機能を担ってきた。他のキャンパスで学ぶ学生もほとんどが1年間をワシントンD.C.で過ごす。2023年8月、ジョンズ・ホプキンス高等国際問題研究大学院（SAIS）は、ワシントンD.C.の新しい拠点であるホプキンス・ブルームバーグ・センターに移動を完了した。最新の施設は、ペンシルバニア・アベニューNW555に位置し、米国連邦議会議事堂、ホワイトハウス、財務省、司法省、エネルギー省、ナショナル・モールから数分の距離にあり、42万平方フィートの広さを有する。校舎は各国大使館、著名なシンクタンク、世界銀行や国際通貨基金といった国際機関の本部が徒歩圏内にあり、授業などを通した連携の他、関連するイベントが頻繁に催される。

### ボローニャ校
1955年に開設されたボローニャのキャンパスでは、MAプログラムのうち約半分の学生が最初の1年間を過ごす。選任の教授陣に加え、欧州の著名な学術機関から客員講師を招いてカリキュラムが組まれ、ワシントンD.C.校での1年間と合わせて多様な視点からの学習機会を提供する。

### 南京校
ホプキンズ＝南京センター（中国語名称：南京大学-约翰斯·霍普金斯大学中美文化研究中心）と呼ばれ、SAISと南京大学の提携によって1986年に設立された。中国人学生向けの英語による授業（特にアメリカ関連など）と留学生向けの中国語による授業（主に中国関連）が開講されている。米中双方の文化、社会を尊重するという開校当時からの精神に基づき、学事暦においても両方の祝日が含まれる。また基本的に全寮制であるが、学生数の増加により修士号を目指す学生は、キャンパス外に居住することも許可されている。学生はほぼ同数の留学生と中国人学生から構成され、1年間のサーティフィケイト・プログラムには学部課程を終えた学生の他、他校の大学院修士課程に在籍する学生が、そのうちの1年間を本学の南京校で修学する者がある。取得できる学位は以下の通りである。

#### サーティフィケイト（中国/米国研究）
1年間（2学期）のプログラム。履修科目の選択自由度は高く、留学生は中国から国際関係を俯瞰する視点を得る。

#### 国際関係学修士（MAIS）
2年間（4学期）のプログラム。修士号を得るためには論文を自らの目標言語（中国語を母国語とする学生は英語、留学生は中国語）で著し、発表の上、認められる必要がある。またこの修士号は、SAISと南京大学両方から与えられる。専攻は中国学、国際政治学、国際経済学、比較国際法学がある。

#### 国際関係学修士/サーティフィケイト
合計2年半のプログラム。本プログラムを修了するには、南京センターにおいて1年間（2学期）、ワシントンD.C.において1年（2学期）乃至は1年半（3学期）の合計2年半の就学が必要となる。修士号はSAISによるものであり、サーティフィケイトは南京センターから与えられる。修士号における学生の専攻は中国の地域専攻とは限らず、上記の領域/地域専攻から任意に選択する。

## ライシャワー東アジア研究所
ジョンズ・ホプキンズ大学ライシャワー東アジア研究所は1984年にライシャワー家からの協力を得て設立され、アジア・太平洋地域の研究を主題とする。特に日本研究に重点が置かれ、現在はケント・E・カルダー博士を所長として米国首都ワシントンD.C.における日米の相互理解の拠点の1つとなっている。

## 関連人物

### 著名な修了生
英語版Wikipediaより抜粋。
- マデレーン・オルブライト（Madeleine Albright、元アメリカ合衆国国務長官）
- ティモシー・ガイトナー（Timothy F. Geithner、75代アメリカ合衆国財務長官、ニューヨーク連邦準備銀行総裁）
- ゲイル・ホルデ（Geir H. Haarde、前アイスランド首相 2006-2009）
- パメラ・フラーティー（Pamela P. Flaherty、シティグループ財団会長兼CEO）
- マハマット・アリ・アドウム（Mahamat Ali Adoum、元チャド外務大臣、国連大使）
- ジャン・モーリス・ドゥフース（Jean-Maurice Dehousse、元ベルギー首相、リーゲ知事）
- アンジェラ・カーン（Angela Kane、国連事務次長）
- ピーター・オルガイア（Peter Allgeier、国通商代表部次席代表、元WTO米国大使）
- フランク・ラヴィン（Frank Lavin、国際貿易担当商務次官、国商務省国際貿易局長、シンガポール大使）
- デニス・ロックハート（Dennis P. Lockhart、アトランタ連邦準備銀行総裁）
- ニコラス・バーンズ（R. Nicholas Burns、元アメリカ合衆国国務次官（政治担当）、ハーバード大学行政大学院（ケネディスクール）教授）

### 日本人
- 長島昭久（政治家）
- 齋藤弘（政治家）
- 持永哲志（官僚、政治家）
- 達増拓也（外交官、政治家）
- 柳沢香枝（外交官）
- 伊佐進一（政治家）
- 小池政就（政治家）
- 山口壯（政治家）
- 首藤信彦（政治家、政治学者）
- 信田智人（政治学者）
- 進藤榮一（政治学者）
- 若泉敬（政治学者）
- 村上博美（政治学者[20]）
- 泉川泰博（政治学者[21]）
- 伊地哲朗（政治学者[22]）
- 内田優香（政治学者[23]）
- 福島安紀子（政治学者[24]）
- 長谷川幸洋（ジャーナリスト）
- 菊地清明（外交官[25]）
- 杵渕正巳（外交官）
- 小林秀明（外交官）
- 鈴木哲（外交官）
- 福島秀夫（外交官）
- 岩本章吾（官僚、経済法学者[26]）
- 清川寛（官僚[27]）
- 田中茂明（官僚[28]）
- 竹本和彦（官僚、環境学者[29]）
- 大塚海夫（自衛官）
- 太田文雄（自衛官）
- 廣中雅之（自衛官）
- 沼田良亨（自衛官）
- 宮脇磊介（警察官僚、内閣広報官）
- 金重凱之（警察官僚）
- 荒井由希子（国際公務員[30]）
- 福岡史子（国際公務員[31]）
- 河西利信（金融業）
- キャシー松井（金融業[32]）
- 北村元哉（金融業[33]）
- 大井幸子（金融業[34]）
- 小島隆史（戦略コンサルタント[35]）